# Claes Wirsén
Knut Claes Otto Wirsén, född 20 februari 1932 i Stockholm, död 1 juli 2016, var en svensk läkare och tv-producent.
Wirsén blev medicine kandidat 1956, medicine licentiat 1961, medicine doktor i Stockholm 1965 och docent i histologi vid Karolinska institutet samma år. Han var amanuens och assistent där 1955–62, forskarassistent 1963–68 och producent vid Sveriges Radio-TV 1968–89.
Wirsén var även lärare vid Stockholms laborantskola 1963–68 och biträdande sekreterare vid Statens medicinska forskningsråd 1968–69. Han var ordförande i Musikaliska sällskapet 1967–75, styrelseledamot i Stockholms Konsertförening 1967–75, Stockholms Konserthusstiftelse 1976–83, ledamot av Sällskapet Iduns nämnd från 1969, dess sekreterare 1978–90, ordförande i Konstnärernas vänner från 1983 och ledamot av Patriotiska sällskapets förvaltningsutskott från 1987.
Wirsén har författat skrifter om fettomsättningsforskning och embryologi, Ljusmikroskopiskteknik (tillsammans med andra 1965) och Ett barn blir till (tillsammans med andra 1965). Han var recensent på Expressen 1966–68 och medicinsk ämnesredaktör för uppslagsverket Combi visuell 1965–70. Wirsén har även varit verksam som kompositör och arrangör av körmusik.